# 埃夫里 (埃纳省)
埃夫里（法語：Effry，法語發音：[efʁi]）是法国上法兰西大区埃纳省的一个市镇，位于该省东北部，属于韦尔万区。

## 地理
埃夫里（49°55'30"N, 3°59'4"E）面积2.77 平方千米，位于法国上法蘭西大區埃纳省，该省份为法国北部内陆省份，北起北部省，西接索姆省和瓦兹省，东临阿登省和马恩省，西南至塞纳-马恩省，东北部与比利时接壤。
与埃夫里接壤的市镇（或旧市镇、城区）包括：埃特雷欧蓬、吕祖瓦尔、奥伊、维米。

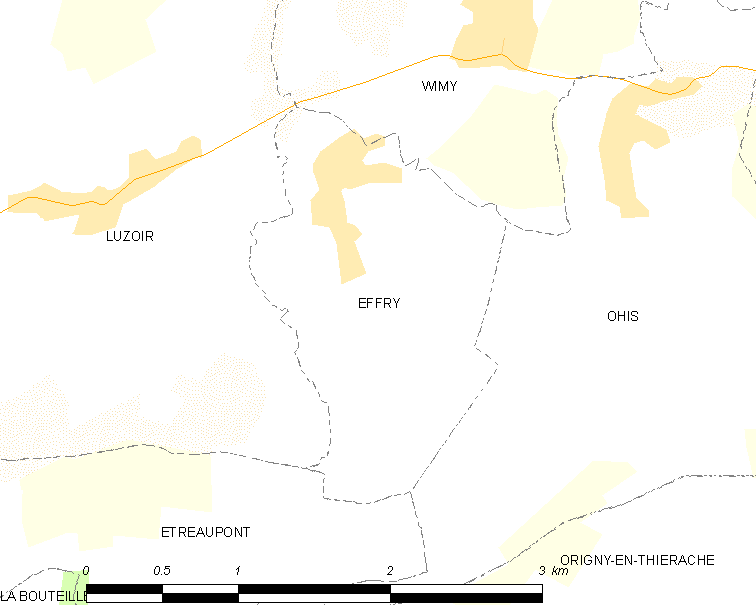
的OSM定位图

埃夫里的时区为UTC+01:00、UTC+02:00（夏令时）。

## 行政
埃夫里的邮政编码为02500，INSEE市镇编码为02275。

## 政治
埃夫里所属的省级选区为伊尔松县。

## 人口

1962-2008年间人口变化图示

埃夫里于2022年1月1日时的人口数量为313人。